# Fuente del Maestre
Fuente del Maestre là một đô thị trong tỉnh Badajoz, Extremadura, Tây Ban Nha. Dân số 6.798 người và diện tích 180 km².